# Янченко, Александр Викторович
Алекса́ндр Ви́кторович Я́нченко (бел. Аляксандр Віктаравіч Янчанка; род. 14 февраля 1995, Гомель) — белорусский футболист, нападающий гомельского клуба «Локомотив».

## Карьера
Учился в средней школе № 61 города Гомеля, где и начал заниматься футболом в возрасте 7 лет — в 2002 году один из тренеров ходил по начальным классам школы и агитировал ребят записаться в футбольную секцию и Сашу это заинтересовало. Первый тренер — Ховханов Петр Иванович. Позиция на поле — нападающий. С 14 лет Саша начал играть за команды лицензии ФК «Гомель».
В 16 лет подписал первый профессиональный контракт с гомельским клубом. 5 июня 2012 года, в возрасте 17 лет дебютировал за дублирующий состав «Гомеля», выйдя на замену в матче против минского «Динамо». 22 июня 2012 года в матче против новополоцкого «Нафтана» забил первый гол за дубль, отличившись с пенальти на 90-й минуте матча и установил окончательный счет матча (1:4). C июня 2012 года стал регулярно появляться на поле в составе дубля «Гомеля». По итогам сезона 2012 Александр Янченко вместе с партнерами по дублю стал победителем Чемпионата Республики Беларусь 2012 года среди резервных составов команд высшей лиги. Всего в сезоне 2012 года Александр сыграл за дубль 16 игр, забил 4 мяча и отметился 1 жёлтой карточкой, в среднем проводя на поле по 40 минут за матч.
Сезон 2013 года также начал игроком дубля. 31 марта 2013 года, в первом же туре дублирующего первенства забил гол могилевскому «Днепру». Далее последовали голы дублям солигорского «Шахтера» и минского «Динамо». Весной 2013 года начал тренироваться с основной командой ФК «Гомель». 5 мая 2013 года впервые попал в заявку основной команды на матч чемпионата против «Славии» под 77-м номером. В этом же матче состоялся и его дебют в основном составе гомельчан — на 67-й минуте Янченко заменил Валерия Жуковского. На 75-й минуте матча мог открыть счет, но его опасный удар в дальний угол с трудом вытащил Симас Скиндерис. В следующих нескольких матчах гомельчан Янченко также появлялся на поле, выходя на замену за несколько минут до конца встречи.
15 июня 2013 года в домашнем матче против «Днепра» Янченко впервые появился в основном составе гомельчан и отыграл 67 минут. 30 июня, в игре против брестского «Динамо» Янченко впервые отыграл все 90 минут и отдал голевой пас Геннадию Близнюку. В интервью отметил, что старается брать пример с опытного нападающего Геннадия Близнюка. 18 августа 2013 года в матче против борисовского БАТЭ забил первый гол за «Гомель», принеся клубу победу со счетом 3:2. Контракт Янченко с клубом действовал до ноября 2014 года.
В декабре 2014 года продлил контракт ещё на два года. Сезон 2015 начинал одним из основных нападающих команды, выходя в старте, чередуясь с Алексеем Теслюком. В августе получил травму, из-за которой выбыл до конца сезона. В сезоне 2016 играл за «Гомель» в Первой лиге, однако в сентябре получил травму в матче за молодёжную сборную и выбыл до конца сезона.
Восстановился от травмы и вернулся на поле в мае 2017 года, однако выступал только за дубль. В июле 2017 года продлил контракт с клубом и отправился в аренду в микашевичский «Гранит», однако так и не сыграл за него. С июля 2018 года вновь стал появляться на поле в составе гомельской команды. В январе 2019 года стало известно, что нападающий покинул «Гомель» по окончании контракта.
Вскоре перешёл в новополоцкий «Нафтан». Играл преимущественно в стартовом составе команды.
В начале 2021 года присоединился к гомельскому «Локомотиву». Пропустил начало сезона 2021 из-за службы в армии, с июня закрепился в стартовом составе команды. В феврале 2022 года продлил контракт с клубом.

## Сборная
Впервые был вызван в сборную Беларуси U-16, которую тогда тренировал Михаил Мархель. Регулярно получал вызовы в сборную U-19, за которую провёл 23 матча и отметился 3 голами.

## Личная жизнь
В 2012 году окончил среднюю школу № 61 г. Гомеля и поступил в Гомельский государственный университет имени Франциска Скорины на дневное отделение факультета физической культуры. Лучший друг в футболе — Евгений Милевский, с которым Александр учился в одной школе и долго выступал вместе за различные юношеские команды.
Является болельщиком клуба «Гомель», с 2005 посещает матчи клуба. На европейском уровне болеет за лондонский «Арсенал», любимый игрок — Робин Ван Перси.